# ران فریر
ران فریر (انگلیسی: Ron Ferrier؛ ۲۶ آوریل ۱۹۱۴ – ۱۱ اکتبر ۱۹۹۱ (aged 77)) بازیکن فوتبال اهل بریتانیا بود.
از باشگاه‌هایی که در آن بازی کرده‌است می‌توان به باشگاه فوتبال لینکولن سیتی، باشگاه فوتبال منچستر یونایتد، باشگاه فوتبال گریمزبی تاون، و باشگاه فوتبال اولدهام اتلتیک اشاره کرد.